# 李康國

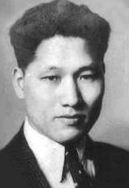
李康國

李康國（朝鲜语：／，1906年—1953年），號耳村，是朝鲜政治人物，國內派人，官至商業部長。1953年，他因間諜罪而被處死。

## 生平
李康國出生於京畿道北部城市楊州市。1921年，他入讀寶城中學，是李箱和林和的同屆生。1925年，他以優等生的身份入讀京城帝國大學。在這兒，他認識到左翼思想，並成為左翼份子。1930年，他大學畢業，並與同學一起創立雜誌《新興》。1932年，他到德國柏林大學留學。期間，他加入了德國共產黨。1935年，學成歸來的李康國在元山市的一家証劵公司工作。同時，他又組織各工人運動和建立工會，因而被反對社會主義的日本殖民地政府收監3年。1942年，即獲釋後的一年，他又與共產黨人呂運亨等人成立建國同盟，以抵抗日本對朝鮮半島的殖民統治。
1945年，日本投降，二戰結束，李康國加入朝鲜建國籌備委員會。翌年9月，他因遭到南韓政府的壓迫而投奔到朝鲜。1948年，他先後成為最高人民會議代議員及商業部長。1950年韓戰期間，他被命任為朝鮮人民軍醫院院長。然而，在1953年，國內派首領李承燁被時任最高領導人金日成指控為顛覆政府的間諜，李康國也被控為同謀而於同年被處決。

## 影视形象
2006年韩剧《首尔1945》中的主角崔云赫的原型就是李康国。

## 資料來源
1. ↑  임화 林和[永久]
2. 1 2 3 4 5  이강국 （页面存档备份，存于）